# Seleção Birmanesa de Futebol Sub-23
A Seleção Birmanesa de Futebol Sub-23 representa o Myanmar (Birmânia) nas competições de futebol internacional. Os "Anjos Brancos", como é conhecida, é controlada pela Federação de Futebol de Myanmar, tendo Kyi Lwin como atual seu treinador.

## Conquistas

### Regional
- Futebol nos Jogos do Sudeste Asiático [en]
  -  Medalha de prata (2): 2007, 2015

-  Medalha de bronze (2): 2001, 2011

### Outros prêmios
- Myanmar Grand Royal Challenge Cup [en]
  -  Campeã (1): 2005

-  Vice-campeã (1) 2006

- Pestabola Merdeka [en]
  -  Vice-campeã (1): 2013